# Турє (Храстник)
Турє (словен. Turje) — поселення в общині Храстник, Засавський регіон, Словенія. Висота над рівнем моря: 567,4 м.